# Ceratozamia fuscoviridis
Ceratozamia fuscoviridis D.Moore, 1878 è una pianta appartenente alla famiglia delle Zamiaceae, endemica del Messico.

## Descrizione
È una pianta a portamento arborescente, con fusto globoso, talora ramificato, ricoperto da basi foliari persistenti e da catafilli di colore bruno.

Le foglie, disposte a corona nella parte apicale del fusto, sono lunghe 250–300 cm e sono di colore bruno-rossastro all'emergenza per poi assumere una colorazione verde brillante una volta mature. Sono composte da 60-80 foglioline lanceolate, di consistenza coriacea, lunghe 20–25 cm, inserite sul rachide con fillotassi alterna o opposita.
È una specie dioica con coni femminili cilindrici, lunghi 5–10 cm e coni maschili fusiformi, lunghi sino a 20 cm; entrambi sono di colore giallo-verdastro, con sporofilli disposti a spirale lungo l'asse maggiore, dotati delle caratteristiche protuberanze cornee apicali, tipiche del genere Ceratozamia.

## Distribuzione e habitat
La specie è endemica dello stato di Hidalgo (Messico).

## Tassonomia
Questa entità è stata originariamente descritta nel 1878 dal botanico David Moore (1808–1879) come Ceratozamia fusca-viridis. Lo stesso Moore definì "provvisoria" tale denominazione è pertanto fu successivamente ritenuta invalida, in base all'articolo 34.1 del Codice Internazionale di Nomenclatura Botanica. Alcuni esemplari inviati agli inizi del '900 per essere studiati presso il Giardino dei Semplici di Firenze, furono classificati come Ceratozamia mexicana forma fuscoviridis. Oggi l'entità è riconosciuta com specie a sé stante e la denominazione attuale, Ceratozamia fuscoviridis, è stata formalmente validata nel 2006.

## Conservazione
La IUCN Red List classifica C. fuscoviridis come specie in pericolo critico di estinzione (Critically Endangered).
La specie è inserita nella Appendice I della Convention on International Trade of Endangered Species (CITES).